# Стефанув-Рушковський
Стефанув-Рушковський (пол. Stefanów Ruszkowski) — село в Польщі, у гміні Бжезньо Серадзького повіту Лодзинського воєводства.
Населення — 147 осіб (2011).
У 1975-1998 роках село належало до Серадзького воєводства.

## Демографія
Демографічна структура станом на 31 березня 2011 року:
|          | Загалом | Допрацездатний вік | Працездатний вік | Постпрацездатний вік |
| -------- | ------- | ------------------ | ---------------- | -------------------- |
| Чоловіки | 69      | 14                 | 45               | 10                   |
| Жінки    | 78      | 18                 | 34               | 26                   |
| Разом    | 147     | 32                 | 79               | 36                   |